# 再城市化
再城市化（英語：Reurbanization），也称为再城镇化，是城市化发展进程的一个阶段，是针对逆城市化而言的一个应对过程，使得城市因发生逆城市化而衰败的城市中心区再度城市化的过程，是城市化、郊区城市化、逆城市化和再城市化四个连续过程的第四个过程。

## 具体过程
当城市化进程中，发展到一定水平时，过度集中带来的不利影响开始凸现，城市发展开始倾向分散，最终导致逆城市化的过程，即城市的人口、工业商业等非农业资源逐步向农村分散，而城市中心区发展缓慢，甚至导致城市中心区开始逐步衰落。在此背景下，发生逆城市化的国家与城市的政府和公共部门通过采取各种积极的应对措施，包括调整不合理的产业结构，大力发展高新技术产业和第三产业，并积极开发城市中心的衰落区，在市域内实现人口再度增长，出现了所谓再城市化。总而言之，再城市化就是城市在城镇化进程中，发生逆城市化之后进一步提升城市化的功能和内涵的过程。

## 具体实例与实践
再城市化的过程和实践，率先在一些城市化进展最早的西方主要工业化国家发生。

### 案例
- 美国东北部地区的一些大中城市，在1980年代开始正视其自身经济结构不合理和人口减少的问题，并由公共部门主导进行积极调整产业结构，发展高科技产业和第三产业，积极开发市中心衰落区，以吸引年轻的专业人员回城居住，加上国内外移民的影响，1980年至1984年间，就有纽约、波士顿、费城和芝加哥等7个传统大型城市在城市中心区域内，再度历史性的实现了人口的正增长，出现了再城市化的过程。[來源請求]
- 英国伦敦的人口在连续30多年下降后，于1985年起开始微弱增长，也出现了再城市化现象。[2]在中国大陆，一些城市化程度较高的地区也在某种程度上处于逆城市化和再城市化的阶段。[來源請求]
- 中華人民共和國天津市调整城市产业结构，将分散布局在市区内海河两岸的工厂仓库整体搬迁至工业园区，在中心城区发展第三产业，并将海河流域发展成为第三产业的聚集区域，这种城市规划的过程与再城市化的过程是一致的。另外，同样是中国城市化较早的珠江三角洲地区，也有部分城市开始将再城市化列为城市规划的议题进行探讨和实践。[3]